# Římskokatolická farnost Malměřice
Římskokatolická farnost Malměřice (lat. Albericium, něm. Alberitz) je zaniklá farnost litoměřické diecéze, která se nacházela v Malměřicích na lounsku. Původně patřila do vikariátu Jesenice (Jechnitz) a poté byla krátce součástí lounského vikariátu.

## Historie
Malměřice patřily ještě k farnosti Žihle (Schelesium), když zde byl roku 1710 vybudován filiální kostel, který byl upraven a rozšířen roku 1713. Vysvěcen byl až v roce 1715. Ke kostelu přibyly v roce 1731 boční přístavky. 12. října 1786 zde byla zřízena lokálie. K povýšení na samostatnou farnost Malměřice došlo v roce 1853, čímž se stal kostel farním.
Samostatnou farností byla až do 1. června 1993, kdy se stala součástí plzeňské diecéze a zanikla sloučením do farnosti Lubenec a kostel v Malměřicích se stal filiálním.

### Duchovní správcové vedoucí farnost
Začátek působnosti jmenovaného v duchovní správě farnosti od roku:
- Nicolaus
- 1391   Joannes
- 1393   Petrus
- Joannes z Kozojed
- 1401   Nicolaus
- Clement.
- Laurentius
- 1758   cap. fund. Jacobus Schloegel
- 1765   cap. fund. Michaël Schmied
- 1765   cap. fund. Thomas Schmied, † 1766
- 1766   cap. fund. Antonius Pfrogner
- 1766   cap. fund. Michaël Mann
- 1777   cap. fund. Andreas Polster
- 1778   cap. fund. Franciscus Car. Fischer
- 1793   cap. loc. Math. Ditl, † 26. 6. 1813
- 1810   cap. loc. Jos. Schmidt, n. 3. 2. 1782 Pohligens., o. 8. 9. 1805, † 14. 7. 1842
- 1814   cap. loc. Franc. Jena, n. 15. 1. 1787 Saaz, o. 17. 8. 1809, † 11. 8. 1839
- 1820   cap. loc. Anton. Fiedler, n. 15. 2. 1782 Alt Ehrenberg., o. 31. 8. 1807, † 9. 7. 1867
- 1828   cap. loc. Franc. Moser, n. 9. 1. 1792 Neostadiens., o. 15. 8. 1817, † 5. 1. 1863
- 1841   cap. loc. Joann. Richter, n. 2. 2. 1808 Trusens., o. 4. 8. 1834, † 29. 11. 1893
- 1845   cap. loc. Franc. Tausche, n. 30. 11. 1808 Boskov. o. 3. 8. 1835, + 25. 1. 1855
- 1850   proto-par. (1. farář) Joann. Waldert, n. 8. 1. 1811 Wohnung., o. 3. 8. 1834, † 2. 7. 1877
- 1856   par. vacat, admin. int. Wencesl. Nekolla
- 1856   Anton. Schindler, n. 27. 3. 1821 Rudig, o. 25. 7. 1845,
- 1873   Jos. Krehan, n. 15. 11. 1835 Michelsdorf, o. 1. 8. 1859, † 20. 12. 1903
- 1886   Jos. Lehmann, n. 7. 1. 1845 Willomitz, o. 23. 7. 1870, † 18. 1. 1908
- 1890   par. vacat, admin. int. Jos. Schlosser
- 1890   Jos. Schlosser, n. 8. 1. 1849 Pontan., o. 22. 7. 1881, † 14. 7. 1908
- 1908   Paul. Kaufhold ,n. 16. 12. 1877 Magdeburg (G), o. 13.7.1902, † 28. 8. 1915
- 1911   Jos. Kleissl, n. 27. 7. 1875 Chotieschau, o. 28. 9. 1902 , †  28. 2. 1960
- 1915   Alf. Swoboda, n. 10. 3. 1879 Germ. Kaminitz, o. 15. 7. 1906, † 21. 6. 1961
- 1. 10. 1930 Anton. Wagner, n. 10. 6. 1896 Altenteich, o. 1. 7. 1923, † 30. 1. 1967
- 8. 6.  1967 Alois Raška
- 1. 5.  1968 Josef Bouček
- 1. 1.  1969 Jan Zemánek CSsR
- 15. 3. 1990 Vladimír Jedlička CSsR
- 1. 1.  1994 Alexander Siudzik[1]